# باشگاه فوتبال اینتربلوک لیوبلیانا
باشگاه فوتبال اینتربلوک لیوبلیانا، یک باشگاه فوتبال اسلوونیایی است که در شهر لیوبلیانا قرار دارد. این تیم دو بار جام حذفی اسلوونی و یک بار سوپرجام اسلوونی را کسب کرده‌است.